# Fritz Ossenbühl
Fritz Ossenbühl (* 16. August 1934 in Duisburg) ist ein deutscher Rechtswissenschaftler.

## Leben
Fritz Ossenbühl studierte in Köln, wo er auch 1962 promoviert und 1968 mit einer Arbeit über Verwaltungsvorschriften und Grundgesetz habilitiert wurde. Er war Stipendiat der Deutschen Forschungsgemeinschaft.
Ab 1970 lehrte Ossenbühl als Professor öffentliches Recht an der Rheinischen Friedrich-Wilhelms-Universität Bonn. Bis zu seiner Emeritierung 1999 fungierte er hier als Direktor der Abteilung Staatsrecht des Instituts für Öffentliches Recht.
Seit seiner Emeritierung im Jahr 1999 war er als Rechtsanwalt tätig.
Seine Arbeitsgebiete sind das Verfassungsrecht, das Kommunalrecht sowie das Umweltrecht einschließlich des Energie- und Atomrechts. Er ist Autor eines großen Lehrbuchs zum Staatshaftungsrecht.
Als in Deutschland über den Atomausstieg diskutiert wurde, beschäftigte er sich kritisch mit dessen Rechtmäßigkeit aus verfassungs- und verwaltungsrechtlicher Sicht. Dabei bezog er Position für die Seite der Kraftwerksbetreiber. Ossenbühl kam zu dem Ergebnis, eine gesetzliche Stilllegungsanordnung für Atomkraftwerke sei keine Inhalts- und Schrankenbestimmung des Eigentums, sondern eine Enteignung der Kraftwerksbetreiber, die somit nach dem Zeitwert der jeweiligen Anlage zu entschädigen wäre. Da eine Enteignung nur zum Wohle der Allgemeinheit zulässig sei, „dürften sich insoweit erhebliche Begründungsprobleme einstellen. Das bedeutet nicht, daß der Ausstieg grundsätzlich verbaut würde, sondern nur, daß er nicht in der zeitlichen Dimension geschehen kann, den manche sich vorstellen“, fasste er ein Gutachten zusammen.
Ein weiterer Forschungsschwerpunkt Ossenbühls seit seiner Habilitationsschrift war die Rechtsquellenlehre, die er in dem Lehrbuch zum Allgemeinen Verwaltungsrecht von Erichsen/Martens sowie im Handbuch des Staatsrechts der Bundesrepublik Deutschland von Isensee/Kirchhof umfangreich bearbeitete, zuletzt im Band V in der Auflage von 2007.
Ossenbühl ist Mitherausgeber der Fachzeitschriften Der Staat, Die Öffentliche Verwaltung und Verwaltungsrundschau.
Seit 1999 ist Fritz Ossenbühl ordentliches Mitglied der Nordrhein-Westfälischen Akademie der Wissenschaften und der Künste.

## Schriften (Auswahl)
- Die Rücknahme fehlerhafter begünstigender Verwaltungsakte (= Neue Kölner rechtswissenschaftliche Abhandlungen. Nr. 29). De Gruyter, Berlin 1964 (Zugl. Köln, Univ., Diss. 1962).
- Verwaltungsvorschriften und Grundgesetz. Gehlen, Bad Homburg v.d.H., Berlin, Zürich 1968 (Zugl. Köln, Univ., Habil., 1968).
- Freiheit, Verantwortung, Kompetenz. Ausgewählte Abhandlungen. Hrsg.: Meinhard Schröder. Heymanns, Köln; München u. a. 1994, ISBN 3-452-23026-0.
- Rechtsquellen und Rechtsbindungen der Verwaltung. In: Hans-Uwe Erichsen, Dirk Ehlers (Hrsg.): Allgemeines Verwaltungsrecht. 12., neu bearbeitete Auflage. De Gruyter, Berlin 2002, ISBN 3-89949-018-5, S. 135–205.
- Staatshaftungsrecht. 6., neubearbeitete Auflage. C.H. Beck, München 2013, ISBN 978-3-406-64151-0.
- Verfassungsrechtliche Fragen eines Ausstiegs aus der friedlichen Nutzung der Kernenergie. In: Archiv des öffentlichen Rechts. Band 124, Nr. 1, 1999, ISSN 0003-8911, S. 1–54, JSTOR:44317199.
- Verfassungsrechtliche Fragen eines beschleunigten Ausstiegs aus der Kernenergie. Nomos, Baden-Baden 2012, ISBN 978-3-8329-7972-0, doi:10.5771/9783845242842.